# With Their New Face On
 The Spencer Davis Group With Their New Face On  is vierde muziekalbum van The Spencer Davis Group. Het album komt tot stand na het desastreuze vertrek van zowel Muff Winwood als Steve Winwood. De titel slaat op de nieuwe gezichten in de band.

## Musici
- Spencer Davis – gitaar;
- Eddie Hardin – toetsen, zang (nieuw in de band)
- Phil Sawyer – leadgitaar (idem)
- Charlie McCracken – basgitaar (idem)
- Peter York – slagwerk.

Vanaf track 10 ook andere musici.

## Composities
Alle composities van Davis en Hardin, behalve daar waar aangegeven:
1. With his new face on (3:16)
2. Mr. Second Class (3:14)
3. Alec in Transitland (+Kirk Duncan / York)(6:48)
4. Sanity Inspector (3:02)
5. Feel your way (2:57)
6. Morning sun (+Duncan / James)(3:18)
7. Moonshine (+York)(2:39)
8. Don’t want you no more (3:15)
9. Time Seller (2:51)
10. Stop me, I’m falling (3:27)
11. After Tea (Fenwick – Van Eijck)(3:19)
12. Aquarius der Wassermann (Dermot – Ragni-Rado uit Hair)(2:48)(gezongen in het Duits)
13. Let the sunshine in (idem)(2:04)
14. feel your way (2:56)
15. I’m lost (2:56)
16. Pools winner (Hardin-Fenwick)(4:00)
17. Morning sun (+Duncan / James)(3:21)

Het originele album kwam tot en met track 10; de rest is bonusmateriaal en wordt nog afgesloten met een interview van 14 juli 1967. Ray Fenwick speelt op sommige tracks mee.